# Greg Pak
Greg Pak (nacido en  Nueva York, Estados Unidos) es un director de cine independiente, y guionista de historietas, especializado en múltiples géneros. Sus creaciones más notables los realizó en Hulk con las que adquirió notabilidad, Planet Hulk (2006), World War Hulk (2007), The Incredible Hercules (2008), World War Hulk: Warbound, Skaar: Son of Hulk (2008).

## Filmografía
- Fighting Grandpa (1998)
- The Personals (1999)
- Asian Pride Porn (2000)
- All Amateur Ecstasy (2002)
- Robot Stories (2003)[1]